# Мойс, Хезер
Хезер Мойс (англ. Heather Moyse; 23 июля 1978, Саммерсайд, Остров Принца Эдуарда) — канадская бобслеистка, двукратная олимпийская чемпионка (2010 и 2014). Вместе с Кейли Хамфрис является обладателем первой золотой награды, завоёванной сборной Канады на Олимпийских играх 2010 года, бронзовый призёр чемпионата мира 2011 года в двойках и смешанных командах. Помимо бобслея также занимается регби, имеет опыт выступления за национальную сборную Канады.